# Suisse aux Jeux paralympiques d'été de 2020
La Suisse participe aux Jeux paralympiques d'été de 2020 à Tokyo du 24 août au 5 septembre 2021.  C'est sa seizième apparition aux jeux depuis 1960.

## Délégation
Initialement composée de vingt athlètes, la délégation suisse est finalement composée de 21 athlètes après le repêchage du pongiste Silvio Keller. Les athlètes sélectionnés sont les suivants, : 
- en athlétisme : Beat Bösch, Catherine Debrunner, Patricia Eachus, Sofia Gonzalez, Philipp Handler, Marcel Hug, Elena Kratter et Manuela Schär ;
- en badminton : Cynthia Mathez et Karin Suter-Erath ;
- en cyclisme : Tobias Fankhauser, Heinz Frei, Sandra Graf, Fabian Recher et Sandra Stöckli ;
- en hippisme : Nicole Geiger ;
- en natation : Leo McCrea et Nora Meister ;
- en tennis : Nalani Buob ;
- en tennis de table : Silvio Keller ;
- en tir sportif : Nicole Häusler.

Les athlètes Manuela Schär et Philipp Handler ont été désignés comme porte-drapeau de la délégation à la cérémonie d'ouverture.

## Récompenses

### Médailles
Avant les Jeux, Swiss Paralympic se fixe un objectif de six médailles. En remportant quatorze médailles, la Suisse réalise sa meilleure performance depuis les Jeux paralympiques d'été de 2004 à Athènes.
| Sport                   | Discipline           | Athlète(s)          | Performance     | Date               |
| Médailles d'or : 7      |                      |                     |                 |                    |
| Athlétisme              | 5 000 m T54          | Marcel Hug          | 10 min 29 s 90  | 28 août 2021       |
| Athlétisme              | 1 500 m T54          | Marcel Hug          | 2 min 49 s 55   | 31 août 2021       |
| Athlétisme              | 800 m T54            | Marcel Hug          | 1 min 33 s 68   | 2 septembre 2021   |
| Athlétisme              | Marathon T54         | Marcel Hug          | 1 h 24 min 2 s  | 5 septembre 2021   |
| Athlétisme              | 800 m T54            | Manuela Schär       | 1 min 42 s 81   | 29 août 2021       |
| Athlétisme              | 400 m T54            | Manuela Schär       | 53 s 59         | 2 septembre 2021   |
| Athlétisme              | 400 m T53            | Catherine Debrunner | 56 s 18         | 2 septembre 2021   |
| Médailles d'argent : 4  |                      |                     |                 |                    |
| Athlétisme              | 5 000 m T54          | Manuela Schär       | 11 min 0 s 50   | 28 août 2021       |
| Athlétisme              | 1 500 m T54          | Manuela Schär       | 3 min 28 s 01   | 31 août 2021       |
| Athlétisme              | Marathon T54         | Manuela Schär       | 1 h 38 min 12 s | 5 septembre 2021   |
| Cyclisme                | Course en ligne H3   | Heinz Frei          | 2 h 34 min 35 s | 1er septembre 2021 |
| Médailles de bronze : 3 |                      |                     |                 |                    |
| Athlétisme              | 800 m T53            | Catherine Debrunner | 1 min 47 s 90   | 29 août 2021       |
| Athlétisme              | Saut en longueur T63 | Elena Kratter       | 5,01 m          | 2 septembre 2021   |
| Natation                | 400 m libre S6       | Nora Meister        | 5 min 19 s 67   | 2 septembre 2021   |

## Athlétisme

### Hommes
| Athlète         | Épreuve      | Série         | Série | Finale         | Finale                            |
| Athlète         | Épreuve      | Résultat      | Rang  | Résultat       | Rang                              |
| --------------- | ------------ | ------------- | ----- | -------------- | --------------------------------- |
| Beat Bösch      | 100 m T52    | —             | —     | 18 s 08        | 5e                                |
| Beat Bösch      | 400 m T52    | 1 min 5 s 10  | 4e    | Non-qualifié   | Non-qualifié                      |
| Philipp Handler | 100 m T13    | 10 s 97       | 3e    | 11 s 02        | 7e                                |
| Marcel Hug      | 800 m T54    | 1 min 34 s 38 | 1er   | 1 min 33 s 68  | Médaille d'or, Jeux paralympiques |
| Marcel Hug      | 1 500 m T54  | 2 min 54 s 63 | 1er   | 2 min 49 s 55  | Médaille d'or, Jeux paralympiques |
| Marcel Hug      | 5 000 m T54  | 9 min 53 s 26 | 1er   | 10 min 29 s 90 | Médaille d'or, Jeux paralympiques |
| Marcel Hug      | Marathon T54 | —             | —     | 1 h 24 min 2 s | Médaille d'or, Jeux paralympiques |

### Femmes
| Athlète             | Épreuve      | Série         | Série | Finale          | Finale                                 |
| Athlète             | Épreuve      | Résultat      | Rang  | Résultat        | Rang                                   |
| ------------------- | ------------ | ------------- | ----- | --------------- | -------------------------------------- |
| Catherine Debrunner | 400 m T53    | 55 s 21       | 1re   | 56 s 18         | Médaille d'or, Jeux paralympiques      |
| Catherine Debrunner | 800 m T53    | 1 min 51 s 47 | 3e    | 1 min 47 s 90   | Médaille de bronze, Jeux paralympiques |
| Patricia Eachus     | 800 m T54    | 1 min 58 s 64 | 5e    | Non-qualifiée   | Non-qualifiée                          |
| Patricia Eachus     | 1 500 m T54  | 3 min 37 s 43 | 5e    | Non-qualifiée   | Non-qualifiée                          |
| Patricia Eachus     | 5 000 m T54  | —             | —     | 11 min 42 s 76  | 10e                                    |
| Patricia Eachus     | Marathon T54 | —             | —     | 1 h 47 min 6 s  | 9e                                     |
| Sofia Gonzalez      | 100 m T63    | 16 s 17       | 3e    | 16 s 38         | 7e                                     |
| Elena Kratter       | 100 m T63    | 15 s 02       | 3e    | 15 s 07         | 5e                                     |
| Manuela Schär       | 400 m T54    | 54 s 29       | 1re   | 53 s 59         | Médaille d'or, Jeux paralympiques      |
| Manuela Schär       | 800 m T54    | 1 min 51 s 09 | 1re   | 1 min 42 s 81   | Médaille d'or, Jeux paralympiques      |
| Manuela Schär       | 1 500 m T54  | 3 min 28 s 32 | 2e    | 3 min 28 s 01   | Médaille d'argent, Jeux paralympiques  |
| Manuela Schär       | 5 000 m T54  | —             | —     | 11 min 0 s 50   | Médaille d'argent, Jeux paralympiques  |
| Manuela Schär       | Marathon T54 | —             | —     | 1 h 38 min 12 s | Médaille d'argent, Jeux paralympiques  |

| Athlète        | Épreuve              | Finale   | Finale                                 |
| Athlète        | Épreuve              | Résultat | Rang                                   |
| -------------- | -------------------- | -------- | -------------------------------------- |
| Sofia Gonzalez | Saut en longueur T63 | 3,96 m   | 8e                                     |
| Elena Kratter  | Saut en longueur T63 | 5,01 m   | Médaille de bronze, Jeux paralympiques |

## Badminton
| Athlète                          | Compétition              | Phase de Poule                  | Phase de Poule             | Phase de Poule      | Phase de Poule | Quart de finale       | Demi-finale                | Finale / Petite Finale                | Finale / Petite Finale |
| Athlète                          | Compétition              | Adversaire Résultat             | Adversaire Résultat        | Adversaire Résultat | Rang           | Adversaire Résultat   | Adversaire Résultat        | Adversaire Résultat                   | Rang                   |
| -------------------------------- | ------------------------ | ------------------------------- | -------------------------- | ------------------- | -------------- | --------------------- | -------------------------- | ------------------------------------- | ---------------------- |
| Karin Suter-Erath                | Simple WH1 - Femmes,     | bat Knoblauch 2-0               | bat Rongen 2-0             | —                   | 1re            | battue par Satomi 0-2 | Non-qualifiée              | Non-qualifiée                         | 5e                     |
| Cynthia Mathez                   | Simple WH1 - Femmes,     | battue par Pookkham 0-2         | battue par Zhang 1-2       | bat Gorodetzky 2-0  | 3e             | Non-qualifiée         | Non-qualifiée              | Non-qualifiée                         | 7e                     |
| Karin Suter-Erath Cynthia Mathez | Double WH1/WH2 - Femmes, | battent Knoblauch et Rongen 2-0 | battues par Liu et Yin 0-2 | —                   | 2es            | —                     | battues par Liu et Yin 0-2 | battues par Pookkham et Wetwithan 0-2 | 4es                    |

## Cyclisme

### Hommes
| Athlète           | Épreuve              | Résultat        | Rang                                  |
| ----------------- | -------------------- | --------------- | ------------------------------------- |
| Tobias Fankhauser | Course en ligne H1-2 | 2 h 23 min 8 s  | 4e                                    |
| Tobias Fankhauser | Contre-la-montre H2  | Abandon         | Abandon                               |
| Heinz Frei        | Course en ligne H3   | 2 h 34 min 35 s | Médaille d'argent, Jeux paralympiques |
| Heinz Frei        | Contre-la-montre H3  | 44 min 48 s 44  | 7e                                    |
| Fabian Recher     | Course en ligne H4   | 2 h 33 min 31 s | 7e                                    |
| Fabian Recher     | Contre-la-montre H4  | Abandon         | Abandon                               |

### Femmes
| Athlète        | Épreuve               | Résultat       | Rang |
| -------------- | --------------------- | -------------- | ---- |
| Sandra Graf    | Course en ligne H1-4  | 1 h 3 min 53 s | 11e  |
| Sandra Graf    | Contre-la-montre H4-5 | 55 min 45 s 74 | 11e  |
| Sandra Stöckli | Course en ligne H1-4  | 59 min 49 s    | 9e   |
| Sandra Stöckli | Contre-la-montre H4-5 | 52 min 44 s 91 | 8e   |

### Mixte
| Athlète                                    | Épreuve      | Résultat    | Rang |
| ------------------------------------------ | ------------ | ----------- | ---- |
| Heinz Frei Fabian Recher Tobias Fankhauser | Relais mixte | 55 min 53 s | 7e   |

## Équitation
| Athlète       | Cheval | Catégorie | Grand Prix individuel | Grand Prix individuel | Grand Prix libre | Grand Prix libre |
| Athlète       | Cheval | Catégorie | Score                 | Rang                  | Score            | Rang             |
| ------------- | ------ | --------- | --------------------- | --------------------- | ---------------- | ---------------- |
| Nicole Geiger | Amigo  | Grade V   | 64.381                | 14e                   | Non-qualifiée    | Non-qualifiée    |

## Natation

### Hommes
| Athlète    | Épreuve             | Série         | Série | Finale        | Finale       |
| Athlète    | Épreuve             | Résultat      | Rang  | Résultat      | Rang         |
| ---------- | ------------------- | ------------- | ----- | ------------- | ------------ |
| Leo McCrea | 100 m nage libre S6 | 1 min 13 s 94 | 16e   | Non-qualifié  | Non-qualifié |
| Leo McCrea | 100 m brasse SB5    | 1 min 33 s 86 | 5e    | 1 min 34 s 29 | 5e           |
| Leo McCrea | 200 m 4 nages SM6   | 3 min 10 s 28 | 15e   | Non-qualifié  | Non-qualifié |
| Leo McCrea | 400 m nage libre S6 | 5 min 40 s 08 | 11e   | Non-qualifié  | Non-qualifié |

### Femmes
| Athlète      | Épreuve             | Série         | Série | Finale        | Finale                                 |
| Athlète      | Épreuve             | Résultat      | Rang  | Résultat      | Rang                                   |
| ------------ | ------------------- | ------------- | ----- | ------------- | -------------------------------------- |
| Nora Meister | 50 m nage libre S6  | 35 s 68       | 10e   | Non-qualifiée | Non-qualifiée                          |
| Nora Meister | 50 m papillon S6    | 41 s 97       | 13e   | Non-qualifiée | Non-qualifiée                          |
| Nora Meister | 100 m dos S6        | 1 min 24 s 40 | 7e    | 1 min 24 s 52 | 8e                                     |
| Nora Meister | 400 m nage libre S6 | 5 min 23 s 91 | 2e    | 5 min 19 s 67 | Médaille de bronze, Jeux paralympiques |

## Tir
| Sportif        | Discipline                                | Qualification | Qualification | Finale        | Finale        |
| Sportif        | Discipline                                | Score         | Rang          | Score         | Rang          |
| -------------- | ----------------------------------------- | ------------- | ------------- | ------------- | ------------- |
| Nicole Häusler | Carabine à air comprimé à 10 m couché SH2 | 633,1         | 13e           | Non-qualifiée | Non-qualifiée |
| Nicole Häusler | Carabine à air comprimé à 10 m debout SH2 | 625,0         | 20e           | Non-qualifiée | Non-qualifiée |

## Tennis
| Athlète     | Épreuves      | 1/16e de finale         | 1/8e de finale      | Quarts de finale    | Demi-finales        | Finale Match pour la 3e place |
| Athlète     | Épreuves      | Adversaire Résultat     | Adversaire Résultat | Adversaire Résultat | Adversaire Résultat | Adversaire Résultat           |
| ----------- | ------------- | ----------------------- | ------------------- | ------------------- | ------------------- | ----------------------------- |
| Nalani Buob | Simple femmes | battue par Wang 1-6 0-6 | Non-qualifiée       | Non-qualifiée       | Non-qualifiée       | Non-qualifiée                 |

## Tennis de table
Silvio Keller, initialement non-qualifié, obtient une place réattribuée à la suite du forfait du tenant du titre britannique Robert Davis, blessé.
| Athlètes      | Compétition | Phase de groupes                  | Phase de groupes                              | Phase de groupes | Phase de groupes | 1/8e de finale   | Quarts de finale | Demi-finales     | Finale Match pour la 3eplace |
| Athlètes      | Compétition | Adversaire Score                  | Adversaire Score                              | Adversaire Score | Rang             | Adversaire Score | Adversaire Score | Adversaire Score | Adversaire Score             |
| ------------- | ----------- | --------------------------------- | --------------------------------------------- | ---------------- | ---------------- | ---------------- | ---------------- | ---------------- | ---------------------------- |
| Silvio Keller | Simple C1   | battu par Hyeon-uk 3-11 4-11 8-11 | battu par Fernandez Izquierdo 9-11 10-12 5-11 | —                | 3e               | Non-qualifié     | Non-qualifié     | Non-qualifié     | Non-qualifié                 |